# Миньківці (Кам'янець-Подільський район)
Ми́ньківці — село в Україні, у Дунаєвецькій міській територіальній громаді Кам'янець-Подільського району Хмельницької області. Розміщене на берегах річки Ушиці за 36 км від залізничної станції Балин на лінії Ярмолинці — Ларга, за 89 км від Хмельницького та 53 км автошляхами від міста Кам'янець-Подільський.

## Назва
Окрім сучасної назви «Ми́ньківці», місцеві мешканці вживають зрідка «Ми́ньковці», що походить від назви селища польською мовою Mińkowce.
Згідно з орфографічним словником назва села в родовому відмінку має форму «Ми́ньківців», однак серед місцевих мешканців і в регіоні загалом існує стала традиція відмінювати цю назву в родовому відмінку як «Ми́ньковець».

## Географія
Територія, на якій розташовані Миньківці, належить до Смотрич-Дунаєвецького (Східноподільського-Притовтрового) природно-географічного району області Східне Поділля. Тут поширені місцевості плоских і слабохвилястих межиріч з абсолютним переважанням сірих, темно-сірих опідзолених ґрунтів. Цьому району притаманне глибоке і часте розчленування тутешніх місцевостей меридіональними долинами річок, що обумовило інтенсивний розвиток яро-балкової мережі.
Основною річковою артерією району є лівобережна притока Дністра річка Ушиця, береги якої порізані вузькими і випуклими межиріччями.
Село розташоване у глибокій долині річки Ушиці, обмеженій невисокими каньйоноподібними гірськими піднесеннями, які мають відносну висоту в окремих місцях до 130 метрів. Клімат — помірно континентальний. Взимку Миньківці захищені горами від пронизливих, холодних вітрів, а літо тут тепле. Середня температура січня — −5,6 °C, липня +18 °C. Середня кількість опадів — 560 мм на рік.

### Корисні копалини
Територія Миньковеччини вкрита чималою кількістю корисних копалин. Одним з багатьох є будівельний камінь, товщина якого сягає більш ніж 10 метрів.
В багатьох місцях серед крутосхилів виходять вапнякові туфи. З них люди випалюють високоякісне вапно для побілки та будівельних робіт. Біля підніжжя крутосхилів у морських відкладах третинного періоду виходять на поверхню подільські фосфорити.
До інших корисних копалин, що знайдені на території села, належать глина, у тому числі й гончарна, будівельний пісок і точильний камінь.

## Населення

Динаміка змінюваності чисельності населення c. Миньківці

1905 року у Миньківцях нараховувалось 4007 жителів та 450 дворів. У 1911 році у містечку було 266 селянських дворів, 550 чоловіків і 526 жінок (працездатними було 812 осіб). В період з 1920 у Миньковецькій волості проживало 2006 осіб міського і 1224 мешканців сільського населення. На початок 1926 року в містечку було 3425 осіб; із них чоловіків — 1635, жінок — 1790, у тому числі євреїв — 1284 особи. Єврейське населення від всієї кількості осіб становило 39 %. Станом на 1930 рік Миньковецький район був розгалуженою економіко-географічною одиницею. Тут проживало 35619 жителів, у тому числі по трьох містечках — 3843.
Національний склад населення району був таким:
- українці — 28964 мешканці,
- євреї — 1199 мешканців,
- поляки — 1389 мешканців,
- росіяни — 160 мешканців,
- інші — 64 мешканця.

За переписом 1939 року в райцентрі Миньківці нарахувалось 3511 осіб, у тому числі 1296 мешканців єврейської національності.
Наприкінці 1950-х років в Миньківцях проживали 1830 мешканців, у тому числі чоловіків — 795 і жінок — 1035, нараховувалося 610 дворів.
Згідно з переписом УРСР 1989 року чисельність наявного населення села становила 1344 особи, з яких 606 чоловіків та 738 жінок.
За переписом населення України 2001 року в селі мешкало 1068 осіб.
Станом на 2006 рік у селі проживає 1388 чоловік. В тому числі дітей дошкільного віку — 31, шкільного віку — 173, та 532 громадянина пенсійного віку.
Населення села на 1 січня 2010 року становить 1305 чоловік. Дітей дошкільного віку — 63, шкільного віку — 108, та 484 громадянина пенсійного віку.

### Мова
Розподіл населення за рідною мовою за даними перепису 2001 року:
| Мова       | Відсоток |
| ---------- | -------- |
| українська | 97,71 %  |
| російська  | 2,29 %   |

## Історія
Перші знахідки, що засвідчують постійне заселення людьми Миньковеччини, вчені археологи відносять до доби міді та датують їх IV—III тисячоліттям до нашої ери. Йдеться про старожитності Трипільської культури.

Основні археологічні пам'ятки часів Трипільської культури

### Трипільська культура
Трипільські поселення виявленні в таких місцях: село Велика Побійна, Великий Жванчик (ур. Біляни), Мала Кужелівка (ур. Липки), Сивороги (біля дороги на соснівку), Миньківці (ур. Бельмонт, лісорозсадник), Отроків, три поселення в селі Тимків та інші.
На Миньковеччині знаходять кам'яні сокири, крем'яні наконечники та інші предмети, що використовувалися людьми в добу бронзи. А 1965 року тут було знайдено мідну сокиру раннього періоду бронзової доби.

### Скіфська культура
У серпні 1990 року В. А. Захар'єв, спільно з київським дослідником Ю. М. Малєєвим, дослідили курган скіфського часу поблизу села Миньківці.
Тут, в урочищі «Лісництво», на правому березі безіменного струмка було досліджено курган висотою близько 1 м, діаметром — близько 22 м. В центрі кургану науковці простежили могильну яму розміром 250х170 см, яка була заглиблена на 40-45 см від тогочасної поверхні. Поховання було потривожене грабіжниками.
Курган біля села Миньківці вчені датують II половиною VII — серединою VI ст. до нашої ери. Цій даті відповідають і керамічні вироби з поселення скіфського часу, яке розташоване поруч.

### Черняхівська культура
У Миньківцях виявлено також поселення й окремі знахідки Черняхівської культури (II—V ст. н. е.). На території села і його околицях знайдено монети із зображенням Доміціана (76—96 років), Коммода (180—192 років) та інших римських імператорів, що свідчить про різноманітні контакти мешканців краю з провінціями Римської імперії в I половині I тисячоліття н. е..
За часів пізнього Середньовіччя Поділля перебувало під владою Золотої Орди. Наприкінці 1250-х — на початку 1260-х років орда Бурундая знищила чимало поселень Пониззя.
1362 року, скориставшись занепадом Золотої Орди, литовський князь Ольгерд завдав татарам нищівної поразки коло Синіх Вод і відвоював у ординців Поділля. Цей край він надав синам свого брата Коріата — Юрію, Олександрові та Констянтину. Спираючись на підтримку місцевого населення, Коріатовичі почали «оборонять Подольску землю от татар, а баскакам дань платить перестали». Велику увагу приділяли відбудові старих і будівництву нових замків і міст. Не виключено, що тоді ж було заново забудовано і Миніківці, як важливе місце обміну та торгівлі на перехресті сухопутних і річкових шляхів.

### Найдавніші свідчення про Миньківці
У 1393 році великий литовський князь Вітовт вторгся на Поділля і розгромив останнього з Коріатовичів  — князя Федора. Східну частину Поділля Вітовт залишив собі, а західну віддав своєму двоюрідному братові   польському королю Ягайлові (Владиславові II). 20 жовтня 1407 року в містечку Добростан Ягайло видав грамоту на володіння Миньківцями.
| | \| Грамота, у силу якої Владислав, король Польщі, а також земель... і т. н., надає у вічне дарування за вірність та службу самому Якушу з Маньківців і його пасербу Клементу та їхнім спадкоємцям с. Маньківці на р. Ров та с. Миньківці на р. Ушиця у Подільській землі та Кам'янецькому повіті з усіма чиншами, полями, ловами, пасіками, озерами, рибними ставками, млинами, і з усім, що до цього відноситься і т. ін. з тим, щоб вони мали там постійно проживати та в усіх походах з одним копійником і трьома стрільцями нам служити, а також брати участь у місцевих походах з усіма людьми, оскільки необхідно обороняти землі; податі ж, загальні побори, відробітки і податки, що попереднім своїм князям, володарям і господарям Поділля вони мали звичай виплачувати, нехай виплачують...[11]. \| |
| Грамота, у силу якої Владислав, король Польщі, а також земель... і т. н., надає у вічне дарування за вірність та службу самому Якушу з Маньківців і його пасербу Клементу та їхнім спадкоємцям с. Маньківці на р. Ров та с. Миньківці на р. Ушиця у Подільській землі та Кам'янецькому повіті з усіма чиншами, полями, ловами, пасіками, озерами, рибними ставками, млинами, і з усім, що до цього відноситься і т. ін. з тим, щоб вони мали там постійно проживати та в усіх походах з одним копійником і трьома стрільцями нам служити, а також брати участь у місцевих походах з усіма людьми, оскільки необхідно обороняти землі; податі ж, загальні побори, відробітки і податки, що попереднім своїм князям, володарям і господарям Поділля вони мали звичай виплачувати, нехай виплачують.... | |

 Цю грамоту відносять до так званих «дідичних», коли земельні наділи надавалися на праві «jus heriditarium». Дідичне право передбачало широкі можливості дарування, продажу, обміну, наслідування. Тримачі на дідичному праві були наділені широким судовим імунітетом щодо селян. Дідичі-землевласники виплачували по 2 гроші з заселеного лану, брали участь в походах у межах держави, відновлювали замкові будівлі.
Як відомо, польський хроніст Ян Длугош згадує три загони подолян, які в 1410 році брали участь у Грюнвальдській битві. Навряд чи буде помилкою стверджувати (з огляду на наведений текст грамоти) про те, що в цій битві брали участь і миньківчани.

У 1434 році села Маньківці і Миньківці піддалися роздрібленню. Король подарував їхні половини «на феодальному праві» (jus feodale) до виплати п'ятдесяти гривень якомусь Боршові з Коціна, імовірно, поляку. Таким чином, частини пожалуваних «навічно» сіл всього через 27 років потрапили до рук нового тримача у тимчасове володіння — 
| | \| ...до тих пір, поки нами (королем-Авт.) або нашими спадкоємцями йому, або його спадкоємцям вказані 50 гривень не будуть повністю виплачені... \| |
| ...до тих пір, поки нами (королем-Авт.) або нашими спадкоємцями йому, або його спадкоємцям вказані 50 гривень не будуть повністю виплачені... | |

М. С. Грушевський відзначав особливість, пов'язану з терміновим характером королівських надань та грошовими забов'язаннями жалувача, яку узагальнив терміном «запис суми». Особливість подібного надання полягала в тому, що земля передавалася в тимчасове володіння до моменту, коли жалувач (найчастіше король) побажав би викупити її, сплативши певну суму грошей.

Загальний краєвид Миньківців, 1910

Починаючи з XV ст. Поділля часто зазнавало спустошливих набігів кримських татар. Тільки за 100 років (1450–1550) було не менше як 24 кривавих вторгнення. Під час розкопок в центрі Миньківців, на території школи, які проводив у 50—60-х роках XX ст. місцевий краєзнавець Г. Д. Гравінчук, було встановлено, що за свою історію Миньківці зазнали 8 руйнувань. Ревізори, які збирали податки в 1530 і 1542 роках у Зіньківському повіті Подільського воєводства, відзначили, що село Миньківці (Mynkovcze) було «спустошеним».
Згодом село поступово відроджується. Населений пункт навіть був поділений на дві частини. Коли збиралися податки згідно з рішенням сейму 1565 року, державні чиновники двічі засвідчили Миньківці (Minkowce) у своєму реєстрі. Спершу зазначалося, що це власність Барського староства, де плугів є 2½, ремісників — 2, що було засвідчено в присутності шляхетного Миколи Незабитовського. У цьому ж місці реєстру поряд з Миньківцями згадуються інші села Барського староства, якими теж опікувався шляхетний М.Незабитовський (Кружківці, Сивороги). В іншому місці реєстру знову зустрічаємо Миньківці, але вже як дідичну власність Міляновських (regalis dni Milkanowski). В цій частині села налічувалося 3 плуги. Варто відзначити, що Міляновські були також власниками на дідичному праві села Лясковці, а на феодальному праві — Мілейова та частини Нагорян.
1569 року податківці зафіксували 2 плуги у Миньківцях на частині Міляновського. 1578 року там було вже 4 плуги.

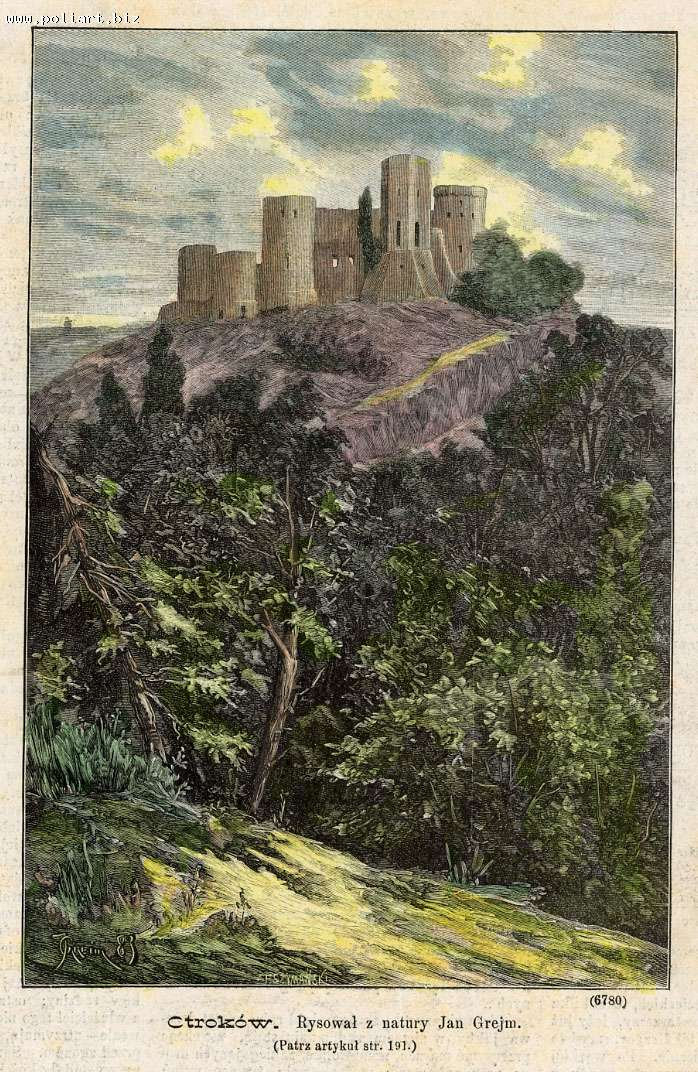
Замок в Отрокові. Літографія з журналу «Клоси» за 1877 р.

### Козаччина
У XVI — на початку XVII ст. чималими землями на Поділлі заволодівають нові власники з середовища польської шляхти. Окремі з них отримують їх через поріднення з місцевим шляхетством, інші — добиваються передачі їм сіл, на які їхні колишні власники не мали відповідним чином оформлених документів. Напевно на початку XVII ст. Миньківці потрапили у власність до польських шляхтичів Станіславських гербу Пилява. Один із них — Адам Станіславський, імовірно останній в своєму роді, — виклопотав у короля Владислава IV у 1637 році привілей на піднесення Миньківців до статусу містечка з наданням йому магдебурзьського права. Припускають, що саме Станіславські спорудили невелику фортецю — замочок — на пагорбі всередині Миньковецької долини.
Подоляни брали активну участь в Українській національній революції (1648–1676 років). Коли влітку 1648 року на Поділля вирушив черкаський полковник Максим Кривоніс, він визволив і Миньківці. Відомо, що на берегах річки Ушиці гуртував опришків Остап Гоголь — предок письменника М. В. Гоголя. Восени 1648 р. разом з іншими містами і селами Поділля польсько-шляхетські війська спустошили і Миньківці. Багато подільських повстанців відійшло на схід і влилося до Подільського полку. Влітку 1649 року Миньківці визволено козаками, але за умовами укладеного 18 серпня 1649 року Зборівського договору територія Подільського воєводства поверталася під владу Речі Посполитої. У 50-х роках XVII ст. через Миньківці у напрямку на Кам'янець-Подільський не раз проходили козацькі полки і загони опришків.

Миньковеччина на австрійській карті 1910 року.

Внаслідок частих військових дій наприкінці XVII — на початку XVIII ст. Миньківці було вщент спустошено. Лише 30—40-ми роками XVIII ст. датуються нові письмові свідчення про Миньківці. Тоді існував Миньківецький ключ, що належав магнатам Жевуським. До цієї адміністративно-господарської одиниці входили містечко і фільварок у Миньківцях, а також села Антонівка, Городище (Городиська) і Кружківці. У Миньковецькому ключі панщина тоді сягала 1-2 днів на тиждень (а були ще й «заорки», «зажинки» та ін. понаднормові роботи). Фільварки Жевуських виробляли значну кількість збіжжя, яке через Гданський порт йшло на експорт. У Миньківцях існував цех ткачів, які сплачували пану чинш та давали в рік по «півсітка» полотна.
Збереглися дані про становище селян низки ключів Подільського і Брацлавського воєводств, серед яких були Калюський та Миньковецький. У 1745–1748 роках у 30 поселеннях, що складались із 1501 господарства, 41,4 % не мали робочої худоби, майже половина тримала по 1-2 воли, 8,6 % — по 3—4 воли і тільки 28 господарств мали по 5-6 волів. Низька забезпеченість селянських господарств тягловою силою вкрай обмежувала їх можливість у веденні землеробства. У Миньковецькому ключі із 168 господарств чиншовиками були 77. У структурі прибутків ключа серед прямих повинностей його мешканців перше місце займала відробіткова рента.

Територія Миньковецької римо-католицької парафії (цифра 6) на карті Ушицького повіту 1890 року

Небагато є згадок про духовне та релігійне життя того часу. У документі за 1741 рік згадується католицький костел у Миньківцях. Тоді майстер Іван Копровський уклав з Михайлом Жевуським угоду щодо зовнішнього розпису костелу. З тексту документу можна допустити, що спорудження храму мало закінчитися влітку того ж року.

Стверджують, що в другій половині XVII ст. Миньківці належали магнатам Тарло, а пізніше вони перейшли у володіння «вельможного пана графа Старжинського». Проте, у цих словах, які беруть свій початок з краєзнавчих праць XIX ст., є чимало неточностей. Наприклад одною з таких є запис у книзі, яка зберігалася в церкві села Тимкові: 
| | \| Сия книга рекома Минея, куплена... до церкви в граді Тимкові 1742 року за панування вельможного пана Старжинського[28] \| |
| Сия книга рекома Минея, куплена... до церкви в граді Тимкові 1742 року за панування вельможного пана Старжинського | |

 Тобто, якийсь Старжинський був власником містечка, віддаленого за 8 км від Миньківців, коли власниками останніх були Жевуські.

### Миньковецька Держава
У 1772 році Войцех Сцибор-Мархоцький купив Ярмолинецький ключ. У 1782 році обміняв Ярмолинці на Миньківці. Таким чином, Миньківці отримали нового власника — Войцеха Сцибора-Мархоцького, племінник якого Ігнацій Єжи Сцибор-Мархоцький створив Миньковецьку Державу. Саме ця самоназвана держава першою впровадила звільнення своїх селян від кріпосної залежності та дарувала їм особисту свободу. У період головування Ігнація, село відродилось і першим у Східній Європі позбулось кріпосницького ладу.

### Миньковеччина у 1844—1907 роках
У 1844 році Подільська палата провела люстрацію державного майна. На той момент населення Миньківців було зараховане до державних селян і не відбувало панщини. Люстрація відзначала: 
| | \| Пану Подільському губернаторському люстратору. 13 конфіскованих у замовника Мархоцького маєтків прийнято до державного майна Новоушицького повіту містечка Миньківці. Палата державного майна, враховуючи, що м. Миньківці нині перебувають у цілковитому занепаді, хоча знаходиться на великій поштовій дорозі, недалеко від губернського міста, має щонедільні базари, було б корисно знайти можливість для поліпшення його становища, тому палата ухвалила зарахувати м. Миньківці до люстрації... \| |
| Пану Подільському губернаторському люстратору. 13 конфіскованих у замовника Мархоцького маєтків прийнято до державного майна Новоушицького повіту містечка Миньківці. Палата державного майна, враховуючи, що м. Миньківці нині перебувають у цілковитому занепаді, хоча знаходиться на великій поштовій дорозі, недалеко від губернського міста, має щонедільні базари, було б корисно знайти можливість для поліпшення його становища, тому палата ухвалила зарахувати м. Миньківці до люстрації... | |

 Цю люстрацію було закінчено 1847 року, а через 12 років у 1859 році проведено повторну люстрацію.

Миньківці. Малюнок Наполеона Орди, близько 1871 року

Миньковецькі хлібороби гостро відчували земельний голод. Ту невелику кількість землі, що мали селяни до реформ 1860-х років, вони викупляли у держави упродовж 37 років, з 1873 по 1910 рік. Конфлікти за землю були типовим явищем на той час. В один з таких конфліктів, коли селяни Іванковець 1882 року вимагали у поміщика Скибневського 60 десятин орної землі, вимушений був втрутитись подільський губернатор.
У Миньківцях були великі базари. У березні 1888 року влада розпорядилася перенести ярмарки з неділі на вівторок (відбувались кожні два тижні). Миньковеччина брала участь і у зовнішній торгівлі. Так, до Австро-Угорщини вивозили тютюн, яйця, сухофрукти.
З початком революції 1905–1907 років у Миньківцях розповсюджувалися листівки із закликом до боротьби з самодержавством. Протягом 1905 року на Поділлі відбулося 278 селянських виступів. Для їх придушення сюди додатково було направлено 7 піхотних, 3 кавалерійських полків, кавалерійську бригаду і 2 окремих артдивізіони, 154 урядників, 1668 стражників.

### Новітній час

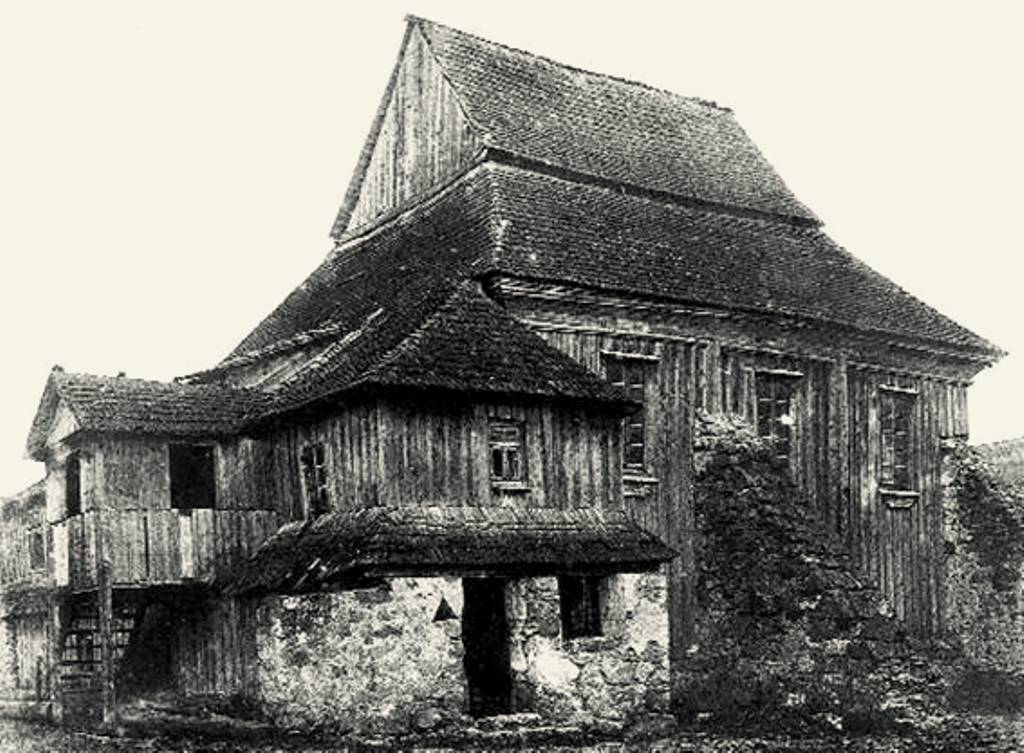
Дерев'яна синагога в Міньківцях, 1920-ті роки

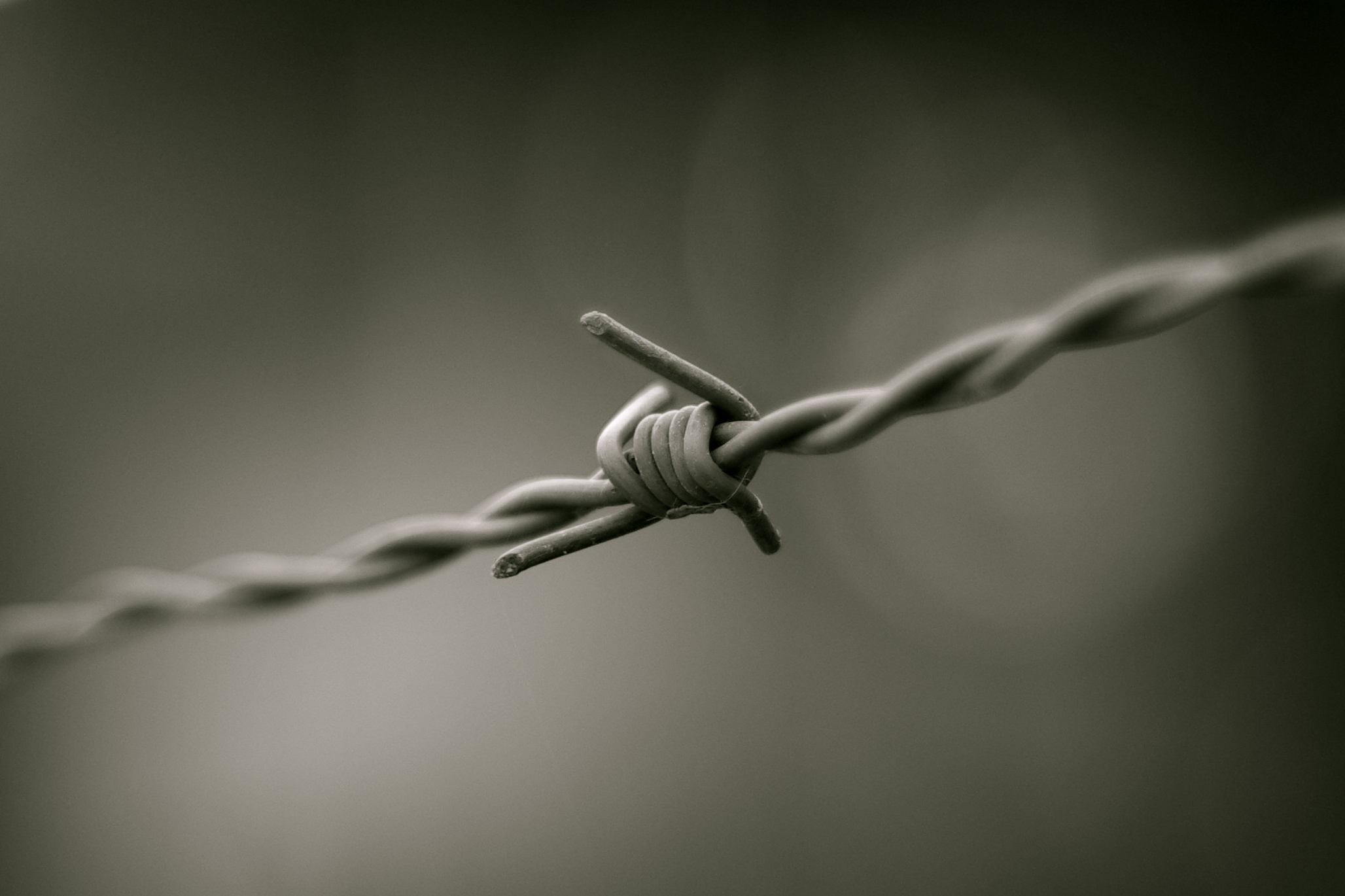
[http://www.reabit.org.ua/nbr/?st=3®ion=&ss=Рудківці&logic=or&f1_type=begins&f1_str=&f2_type=begins&f2_str=&f3_type=begins&f3_str=&f4_from=&f4_till=&f7%5B%5D=all&f14%5B%5D=all#list Національний банк репресованих

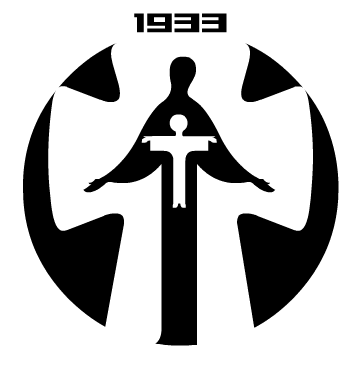
[https://victimsholodomor.org.ua/khmelnytsky/easytable/25-peoples-new.html?start=300 Список жертв Голодомору, Хмельницька область

2 березня 1917 року до Дунаєвець дійшла звістка про Лютневу революцію 1917 р. і майже відразу поширилася на весь Ушицький повіт. В кінці березня 1917 року влада в Миньківцях фактично перейшла до рук селянських депутатів. Неабияке значення мало всенародне голосування. Народ віддав перевагу революційним партіям. Місцева інтелігенція швидко увібрала в себе ідеї національно-визвольної боротьби. Із створенням Центральної Ради і в міру поширення її впливу на Поділля у Миньківцях все частіше лунали заклики підтримати Українську революційну владу, взяти участь у виборах Українського Національного Конгресу.
Відновлення УНР в грудні 1918 року миньківчани сприйняли прихильно. Їм хотілось спокою, розміреного життя, нормально господарювати і заробляти на щоденний хліб. З липня по вересень 1920 року миньківчани вперше пізнали радянську політику в дії. Зібраний врожай довелося здавати державі через продрозкладку.
У роки голодомору 1932—1933 років згідно зі списком, кількість постраждалих склала 129 осіб. З яких 31 — чоловік, та 98 — жінок. Також згідно зі списком померлі відсутні.
11 липня 1941 року в Дунаївці увійшли угорські війська, а згодом — німецькі окупанти. 12 липня 1941 року ворог, наступаючи по автотрасі, зайняв Миньківці. Між німецькими і радянськими військами виникла перестрілка. Німецький наступ було зупинено на цілу добу, тому що основний міст через р. Ушицю був спалений, а інші проїзди були заміновані радянськими військами. 31 серпня 1941 року в Миньківцях шуцполіцаї провели арешти і погнали євреїв на Глибочанську гору, де і розстріляли близько 2200 осіб. Виконавцями злочину був німецький 320-й поліцейський батальйон під командуванням майора Курта Далля. 28 березня 1944 р. Миньківці було звільнено. Радянські війська провели вдалу операцію по оточенню та знищенню угрупування німців під лісом Ковтуном. У боях було затоплено 8 танків ворога в річці Ушиця, 3 бронетранспортери, десятки машин з амуніцією.
Наприкінці 50-х років XX ст. Миньківці стали розвинутим населеним пунктом, який мав високі господарські і культурно-освітні характеристики. Проте, Указом Президії Верховної Ради УРСР від 27 січня 1959 року Миньковецький район було ліквідовано з приєднанням його території до Дунаєвецького та Новоушицького районів.

Михайлівська церква у с. Миньківці

З 24 серпня 1991 року село в складі незалежної України.
До адміністративної реформи 19 липня 2020 року село належало до Дунаєвецького району, після його ліквідації, увійшло до Кам'янець-Подільського району.

## Релігія
Римо-католицький костел, що споруджений у 1801 році, за радянської влади розібрали, і з його каменів спорудили середню школу.
У 1838 році в Миньківцях було завершено будівництво кам'яної православної церкви на честь Архангела Михаїла. З колишньої дерев'яної церкви до нової дзвіниці перенесли дзвони. Багато років настоятелем церкви у Миньківцях був протоїєрей Сімеон Стрельбицький (1820–1866).
Парафія миньковецької Святомихайлівської церкви була найбульшою на Миньковеччині за чисельністю вірян. До парафії належали містечко Миньківці та села Антонівка, Городиска, Кружковці, Заріччя, Мислібори, Весела та Мархоціці.

Будинок школи в Миньківцях, збудований у 30-ті роки XX ст.

Станом на 2023 рік в селі функціонують:
- Костел Воздвиження Святого Хреста (РКЦ)
- Церква Архангела Михаїла

## Освіта
У 1860–1882 роках в містечку Миньківцях діяла школа грамоти, у якій навчалося близько 30 хлопчиків та дівчаток. 1866 року в Миньківцях відкрито церковно-парафіяльну школу, 1882 року — міністерське однокласне народне училище. У селах що були приписані до миньцівецької парафії, шкіл не було.
Станом на 1930 рік у Миньковецькому районі було уже 34 школи.
Наприкінці 50-х років XX ст. у селі з вищою освітою налічувалося 45 осіб, з середньою — 619. Діяли середня загальноосвітня трудова політехнічна школа з виробничим навчанням, у якій навчалося 518 учнів, спеціалізована школа-інтернат обласного підпорядкування на 120 дітей.
У селі є один дошкільний навчальний заклад з кількістю дітей: 18 осіб (станом на 2009 рік), та двома педагогами. Завідувачкою Миньковецького ДНЗ є Гнатовська Ірина Федорівна.
У наш час у селі діє навчальний заклад I—III ст. по закінченню якого надається атестат про середню освіту.
В період 2008–2009 н.р. у школі навчалось — 212 учнів, та працювало 22 викладачі. Директором школи є Шимкова Ольга Володимирівна.

## Економіка
За часів Ігнація Сцибора-Мархоцького у Миньківцях функціонувала паперова фабрика, папір якої користувався попитом навіть у Києві, бо мав високу якість. Відомо, що 1812 року в папірні працювало 16 робітників, але з часом їх стало менше, у 1814 — 6, у 1823 — 5.
Близько 1802 року в Миньківцях була відкрита друкарня, та після знищення Миньковецької держави друкарня була перевезена до Дунаєвець. Мархоцький для роботи в друкарні запросив з Варшави відомого друкаря Йосипа Вернера.
У друкарні побачили світ переклади з французької і німецької мов на польську. Так, «Гамлет» Шекспіра вперше перекладений з французької на польську мову у Миньківцях і тут же видрукований. І все ж перлиною миньковецького книгодрукування стала Гомерова «Іліада».
Крім паперової фабрики у Миньківцях були: суконна фабрика, цегельно-черепичний і чимбарний завод.
Сьогодні у селі працює приватне підприємство «Ковбасний цех», яке спеціалізується на виробленні та продажі готової м'ясної продукції. До торгівлі залучено 5 магазинів та 1 ринок. 153 абоненти користуються послугами зв'язку.
Станом на 2011 рік, згідно з переліком суб'єктів господарювання у селі функціонують: 6 магазинів із продовольчими та не продовольчими товарами, одна ветеринарна аптека «Зооветпромпостач» та ферма, що займається розведенням свиней.

Автомобільна дорога Гуків—Дунаївці—Могилів-Подільський

## Транспорт
Перша автодорога була побудована у 80-х роках XX ст. Через село пролягає автомобільна дорога Т 2308 Гуків—Дунаївці—Могилів-Подільський яка забезпечує для вантажних автомобілів — 3 машиномісця, а для легкових — 6 машиномісць.
Щоденно курсують рейсові автобуси з районного центру до села.
У районі є дві залізничні станції — Дунаївці (за 43 км від села автодорогами) та Балин (за 36 км від села).

## Соціальна сфера

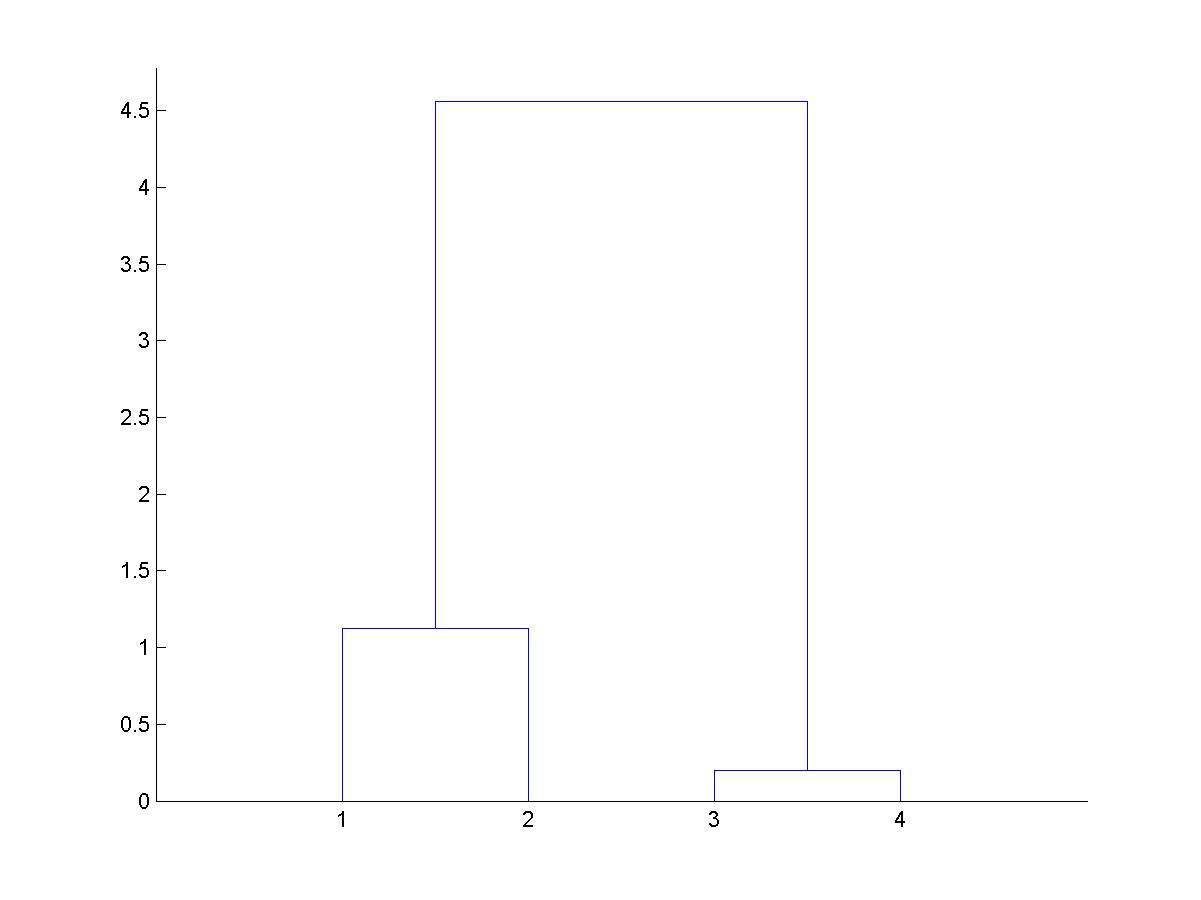
Вхід у миньковецький дендропарк

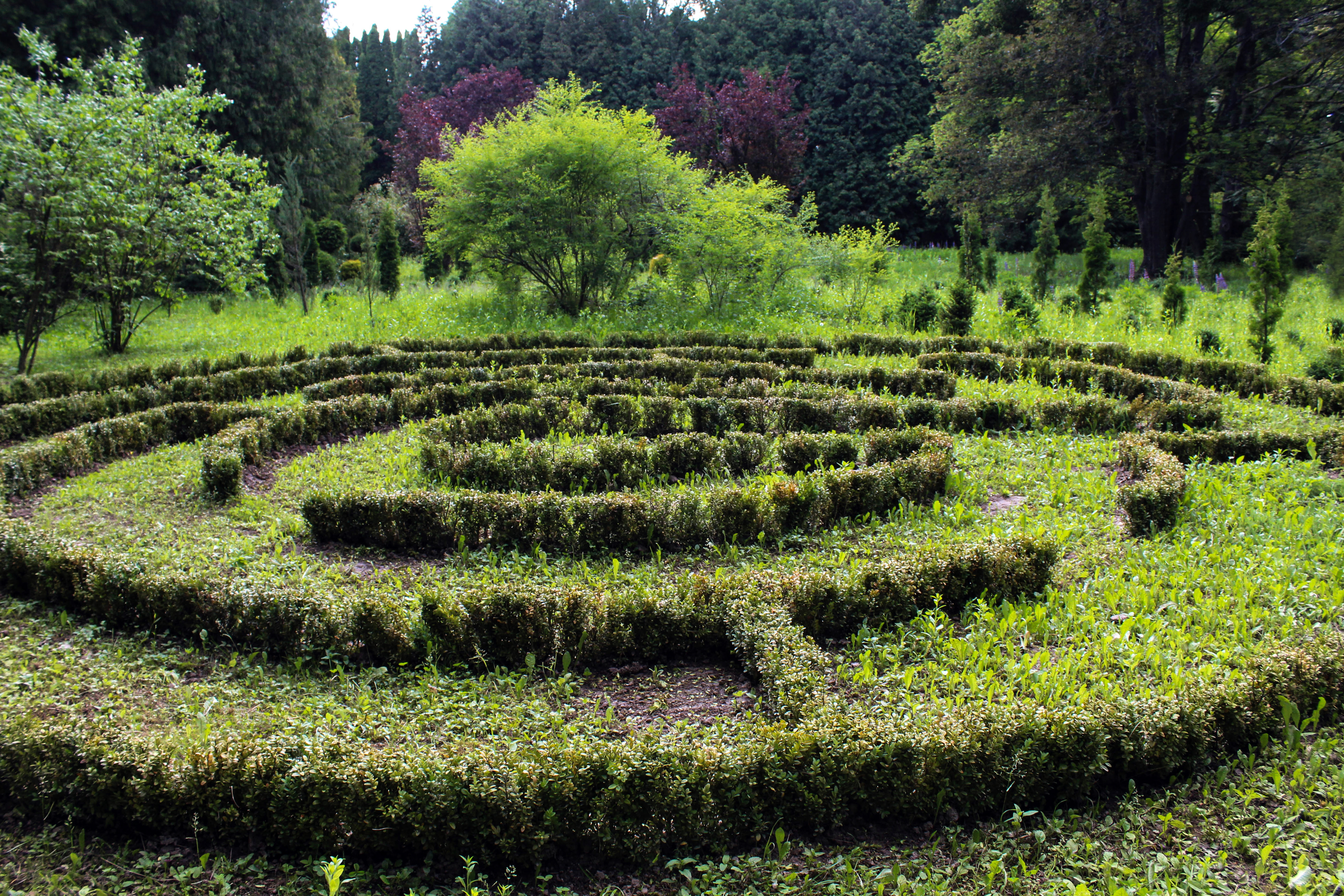
Миньковецький дендропарк

Близько 1796 року під час поширення чумної епідемії у Миньківцях будується лікарня. Для придушення хвороби були запрошенні лікар аллопат — де Героніт і гомеопат — Стефані.
Миньковеччину прославив видатний вчений, лікар та академік Феофіл Гаврилович Яновський. Пам'ятник якого встановлено біля сільської лікарні.
29 грудня 2009 року відкрито пункт швидкої медичної допомоги в селі Миньківці.
У селі діє Будинок культури та клуб.
У 1958–1960 рр. біля Миньківців на 3 га у лісі закладено дендропарк. Сьогодні тут зростають дерева й кущі понад 260 видів, у тому числі багато екзотів (гінкго, тис ягідний, півонія деревовидна та ін.)
У селі відкрито Філію Центру дослідження історії Поділля при Кам'янець-Подільському державному університеті

## Особистості

Пам'ятник Феофілу Яновському біля лікарні

### Уродженці
- Бабляк Віталій Петрович (нар. 1951) — український журналіст, краєзнавець.
- Грошко Валерій Михайлович (нар. 1953) — український поет, журналіст, громадський діяч.
- Мантуляк Василь (1904—1956, Рубе, Франція) — підхорунжий 3-ї Залізної дивізії Армії УНР.
- Музика Олександр Федорович (1921—2001) — український живописець і педагог.
- Сцібор-Мархоцький Кароль (1794—1881) — один з керівників Польського повстання 1830—1831 років.
- Яновський Феофіл Гаврилович (1860—1928) — лікар-терапевт, дійсний член АН УРСР.

### Пов'язані з Миньковеччиною
- Бабляк Володимир Самійлович (1916—1970) — український письменник, журналіст. Член Спілки письменників України (1960).
- Гавінчук Григорій Данилович (1908—?) — краєзнавець, дослідник історії Миньковеччини.